# In-N-Out Burger
In-N-Out Burger （イン・アンド・アウト・バーガー、イネナウトバーガー） は、アメリカ合衆国の南西部や中部で展開しているファストフードのチェーンストアである。

## 概要
「フレッシュさ」を最大の売りにしており、冷凍の食材は一切使用せずに、ハンバーガーも注文を受けてから調理を行う。フライドポテトも生のジャガイモを使用するなど、素材にこだわることで知られる。
これによって、大きな人気を獲得しているが、In-N-Out Burgerは、カリフォルニア州を中心としたアメリカの西海岸エリアにしか店舗を展開していない。
客の注文を受けた後に調理を始めるため、冷めたハンバーガーが出てくるということが無いこと、他のファーストフード店のハンバーガーと比べて、バンズの生地が厚くてボリュームがあるため、腹持ちが良いことも人気の理由となっている。
2023年11月の時点では、カリフォルニア州、テキサス州、アリゾナ州、ネバダ州、ユタ州、コロラド州、オレゴン州に合わせて417店が営業しており、そのうち、ラスベガスで13店、サンディエゴでは7店が営業中。1日の売り上げは160万ドル、1か月で4790万ドル近くの収益を上げている。

## メニュー

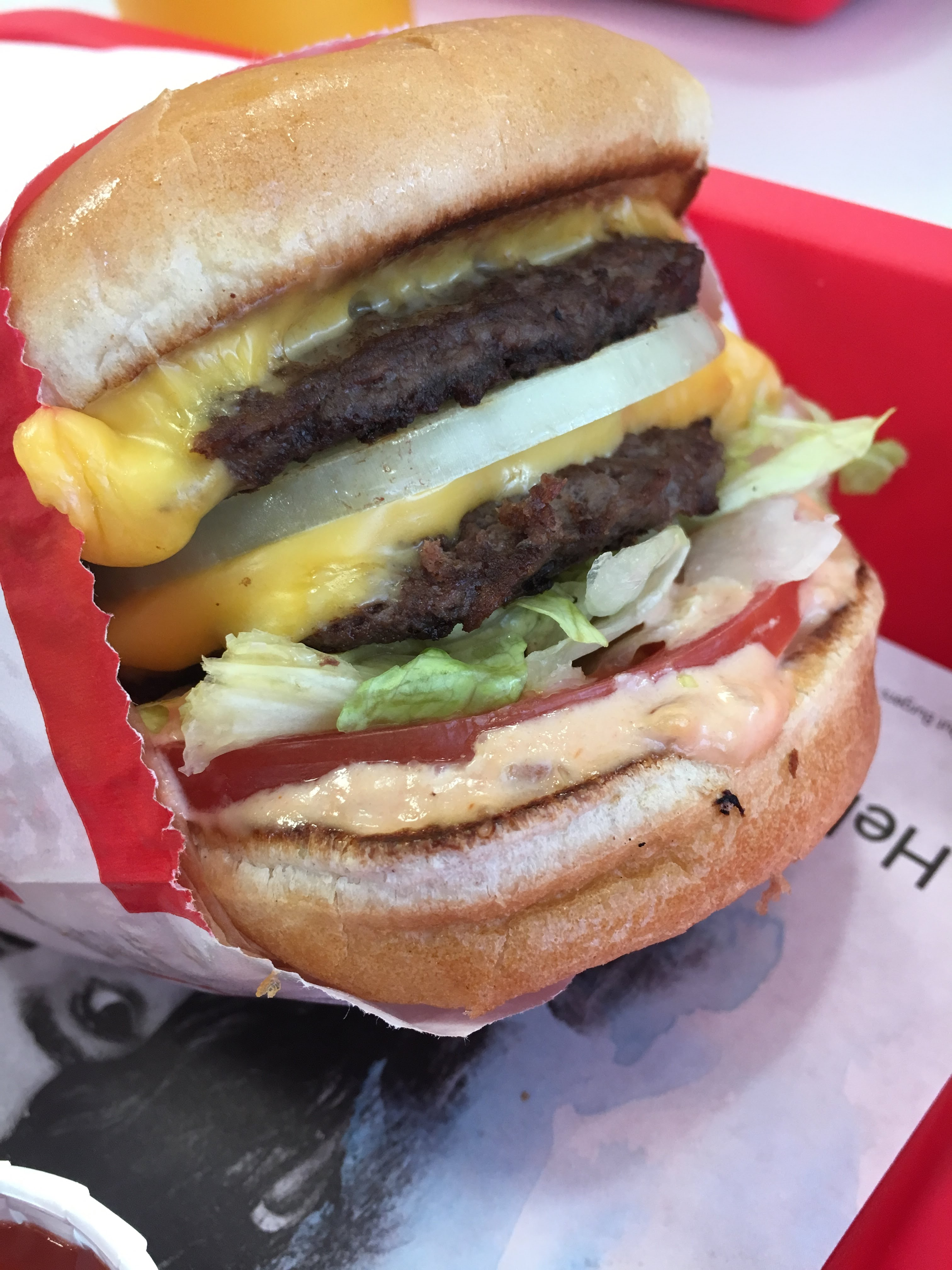
ダブル-ダブル

販売されているハンバーガーは3種類のみで、他にフライドポテトとドリンクが販売されている。
販売されているハンバーガー
- ハンバーガー
- チーズバーガー
- ダブル-ダブル
パティ2枚とチーズ2枚のバーガー。

これによって、販売価格も低めに抑えられている。

### 裏メニュー

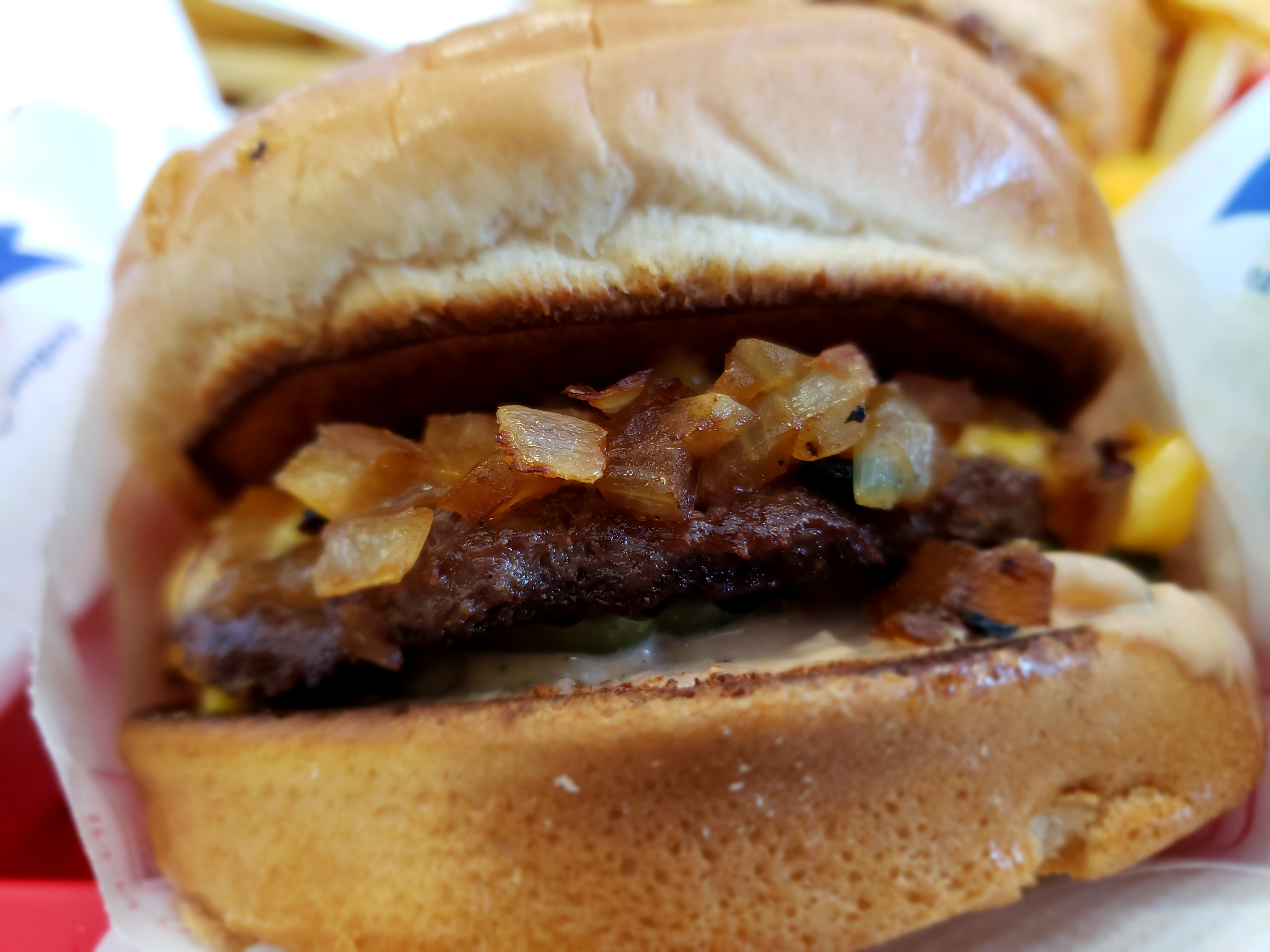
アニマルスタイルの例（タマネギがソテーされている）

顧客の注文を受けてから調理を行うため、通常に使用されているサウザンドアイランドのソースをケチャップとマスタードに……といった変更の注文も可能である。
通常販売されているメニュー以外に顧客の要望に応えたメニューもある。定番的になった「裏メニュー（secret menu）」は、それぞれに「愛称」がついており、愛称で注文すればほとんどの店舗で通じる。
プロテインスタイル
バンズの代わりにレタスでパティを巻いたハンバーガー。
4×4バーガー
パティ4枚とチーズ4枚のバーガー。正式メニューではないため、ダブル-ダブルの紙袋に入れて提供される。
10×10
かつて販売されていたパティ10枚とチーズ10枚のバーガー。現在では販売されておらず、上記の4×4が最大となっている。
グリルド・チーズ
パティ抜きでチーズのみのバーガー。オニオンが重なる順番も異なってくる。
アニマルスタイル
タマネギをソテーし、ソースを多めにしたもの。ポテトにも適用できる。
フライングダッチマン
バンズが無いパティとチーズのみ。
In-N-Out Burger社長のお気に入りとされるが、注文を受け付けない店舗もある。
こういった「愛称のついた裏メニュー」の存在が、In-N-Out Burger成功の理由に挙がることもある。

## キッチン
In-N-Out Burgerは各店舗のキッチンに冷凍庫、電子レンジ、加熱ランプが無いことが特徴として挙げられる。
多くのハンバーガーチェーン店では、ハンバーガーのパティやポテトは工場で作られ、冷凍されて各店舗に運び込まれ、各店舗で保管するのに冷凍庫が必要だし、解凍するのに電子レンジが必要となってくる。また、多くのハンバーガーチェーン店では、フライドポテトを含み、作り置きされているメニューも多く、そういった調理済みの料理類を保温するのに加熱ランプが必要となってくる。
In-N-Out Burgerでは、ビーフパティは自社牧場で成長ホルモン剤を使用せずに育成した牛の生肉を使用し、野菜類は新鮮なものを店内加工している。フライドポテトも各店舗でジャガイモの皮を剥き、カットしたものを揚げ、作り置きされずに提供されている。

## スタッフ
店内で働く全従業員は社内の「ハンバーガー大学」を卒業し、トレーニングを積んでいる。
アメリカ合衆国内でファーストフード店のアルバイトスタッフは給与が低いことで知られるが、In-N-Out Burgerのアルバイトは時給10ドル50セントからスタートし（2015年時点）、この金額はアメリカ合衆国内のファーストフード店としては破格のものである。
そのため、スタッフのモチベーションも高く、労働内容も優れている。アメリカ合衆国の就職支援サイトであるGlassdoorでは、In-N-Out Burgerは「最高の職場トップ50」で第8位となっている（2015年時点）。これはFacebookやAppleを上回る順位である。

## 歴史
1948年10月22日、ボールドウィンパーク近くで、9.29平方キロメートルの土地を使用したカリフォルニア州初となるドライブスルーのハンバーガー・スタンドが立ち上がる。これが、In-N-Out Burgerであった。なお、マクドナルドの開業は1940年。
1940年に開業したマクドナルドは、注文されてから商品を提供するまでのスピードを売りにしていたが、In-N-Out Burgerは消費者が車から降りずにハンバーガーを注文して受け取れるスタイルを最初の営業戦略とした。
1958年までには、In-N-Out Burgerはレストランタイプの店舗をカリフォルニア州内に5店営業するようになった。
1984年に開業した32店目のカリフォルニア州プラセンティア店は、In-N-Out Burgerとしては初めてドライブスルーの無いレストランとなり、家族連れから学生、労働者などの様々な客層に人気の店となった。
2022年には、MLBオールスターゲームに出場した大谷翔平が、In-N-Out Burgerのハンバーガーを「好きなアメリカンフード」として挙げたことで話題となる。
2024年3月24日にオークランド国際空港付近に立地するカリフォルニア州オークランド店が閉鎖となった。In-N-Out Burgerの歴史上、店舗の閉鎖は初めてのこととなる。閉鎖の理由として、顧客及び従業員に深刻な被害を及ぼしている車上荒らし、物的損害、盗難、強盗の影響によるものと発表されている。

## 日本での展開
日本では2023年時点では正式出店がされていない。しかしながら、日本にも熱狂的なファンが多く、「最後の黒船」とも評価されている。名称についてはアメリカ合衆国での発音をカタカナ表記にした「イナナウト」「イネナウト」と通称される。
日本では期間限定ショップが数回展開されている。